# Boyer & Talton
Boyer & Talton es el tercer álbum de estudio de la banda estadounidense Cowboy. Fue publicado en abril de 1974 a través del sello discográfico Capricorn Records.

## Antecedentes
En sus dos primeros álbumes, Reach for the Sky (1970) y 5'll Getcha Ten (1971), habían introducido su estilo conmovedor de canto country rock, distinguido por la composición reflexiva e introspectiva de Boyer y Talton y la tranquila relación instrumental de la banda. Su enfoque relajado permitió a Cowboy destacarse de los otros actos de rock sureño en la lista de Capricorn Records. “No creo que haya sido algo que se haya discutido siquiera”. declaró Talton sobre la ruptura. “Fue más bien como si cada uno gradualmente comenzara a ir en su propia dirección. Hubo partes tristes, pero en general fue una situación muy amistosa. Toda la experiencia de Cowboy fue sobre una especie de holgura muy apretada; fue un baile bastante bueno que no tenía ninguna coreografía. Eso se extendió a cómo se grabaron las canciones, cómo se formó la banda y cómo nos separamos”.
Como su título lo indica, el tercer álbum de Cowboy, Boyer & Talton (1974), encontró al combo criado en Florida y con sede en Georgia reducido a su núcleo creativo original de los cantautores y guitarristas fundadores Scott Boyer y Tommy Talton, después de que la formación original de seis hombres del grupo se disolviera. El dúo estuvo a la altura de las circunstancias, escribiendo un conjunto de melodías increíblemente memorables y reclutando a un grupo de nuevos músicos talentosos para crear un álbum consistentemente fuerte que muchos fanáticos calificarían como el mejor de la banda.

## Producción
Boyer y Talton organizaron un nuevo grupo de músicos, provenientes en gran parte de la comunidad de músicos que se habían establecido alrededor de la ciudad natal adoptiva de la banda, Macon, Georgia, donde se encontraban la oficina y el estudio de grabación de Capricorn. “En aquella época, Macon era realmente como un escondite secreto para los músicos, así que teníamos muchos buenos para elegir”, recordó Talton. “Había una buena sensación de camaradería en el aire y sentíamos que podíamos hacer lo que quisiéramos”.
Con una sensible producción de Johnny Sandlin, quien dirigió los dos primeros álbumes de Cowboy, el extenso elenco de Boyer & Talton incluye al habitual de Capricorn, Bill Stewart en la batería, el futuro bajista de Charlie Daniels Band, Charlie Hayward, los miembros de The Allman Brothers Band, Chuck Leavell y Jai Johanny Johanson en teclados y percusión, respectivamente, y los saxofonistas Randall Bramblett y David Brown, este último exmiembro del grupo de Boyer, The 31st of February, que también incluía a Duane y Gregg Allman, así como al futuro baterista de The Allman Brothers Band, Butch Trucks. Las sesiones de Boyer & Talton también incluyeron apariciones especiales de asiduos del rock sureño como Dru Lombar, miembro de Grinderswitch, Jimmy Nalls, guitarrista de Sea Level, Paul Hornsby, productor de Capricorn, en teclados, y Toy Caldwell, guitarrista de The Marshall Tucker Band, que toca la guitarra de acero con pedal en la pieza instrumental, «Road Gravy Chase».

### Historial de grabación
“Las sesiones fueron bastante relajadas”, recordó Talton. “Toy Caldwell entró al estudio porque estaba en Macon por negocios, así que le dimos algo para tocar”. La nueva formación comenzó saltando a lo más profundo, grabando a Boyer & Talton y sirviendo como banda de acompañamiento en el trabajo solista debut de Gregg Allman, Laid Back (1973), haciendo malabarismos con las sesiones dependiendo de la disponibilidad de Allman, quien también estaba trabajando en Brothers and Sisters de The Allman Brothers Band en ese momento. Una de las melodías de Laid Back fue una versión de «All My Friends» de Boyer, que Cowboy grabó originalmente en 5'll Getcha Ten.
A pesar de la mayor carga de trabajo, Talton dijo: “Con todos esos buenos músicos, la grabación fue fluida. Las sesiones fueron como ir a la sede del club y divertirnos un poco, y fue agradable poder pasar el tiempo que quisiéramos en el álbum. Toda la experiencia fue muy positiva, y el disco se sintió como una progresión natural de 5'll Getcha Ten”. “Creo que el álbum de Boyer & Talton fue una evolución natural de los dos primeros, y todavía suena a Cowboy porque todavía éramos Scott y yo escribiendo y cantando las canciones“, afirmó Talton. "Creo que la maestría musical era un poco mejor, y Scott y yo teníamos más experiencia y madurez. Cuando hicimos el primer álbum de Cowboy, creo que tenía 21 años; cinco años después, hay mucha agua bajo el puente”.

## Canciones
Desde el alegre primer tema de Talton, «A Patch & A Painkiller», hasta el vívido cierre de Talton, «Houston», Boyer & Talton ofrece generosas porciones de las cualidades más destacadas de Cowboy. «Coming Back to You», «Everyone Has a Chance to Feel» y «Message in the Wind (When I'm Listening)» de Boyer demuestran su propensión a una introspección suave y conmovedora. «Where Can You Go?» «Something to Please Us» y «I Heard Some Man Talking» (con Talton compartiendo la voz principal con David Brown y Randall Bramblett) mantienen una vibra terrenal y de buen humor que es igualmente representativa del sentimiento discreto de Cowboy. Mientras tanto, un par de instrumentos, el jazzístico «Love 40» y el divertido «Road Gravy Chase», subrayan la musicalidad y versatilidad sin esfuerzo de la banda.

## Recepción de la crítica
Un escritor no especificado de Billboard describió Boyer & Talton como “rock sureño agradable y de sonido suave de este dúo, e incluso el material de rock suena bonito”. Un escritor no especificado de la revista Cash Box describió Boyer & Talton como “un trabajo realmente agradable”.

## Lista de canciones
Todas las canciones escritas y compuestas por Tommy Talton, excepto donde esta anotado. 
| Lado uno |                                 |              |          |  |
| N.º      | Título                          | Escritor(es) | Duración |  |
| 1.       | «A Patch & A Painkiller»        |              | 3:25     |  |
| 2.       | «Coming Back to You»            | Scott Boyer  | 3:10     |  |
| 3.       | «Everyone Has a Chance to Feel» | Boyer        | 4:38     |  |
| 4.       | «Where Can You Go?»             |              | 2:20     |  |
| 5.       | «I Heard Some Man Talking»      |              | 4:00     |  |
| 6.       | «Love 40»                       |              | 3:45     |  |

| Lado dos |                                            |                                           |          |  |
| N.º      | Título                                     | Escritor(es)                              | Duración |  |
| 1.       | «Road Gravy Chase»                         | Chuck Leavell Johnny Sandlin Boyer Talton | 3:19     |  |
| 2.       | «Something to Please Us»                   |                                           | 3:03     |  |
| 3.       | «Long Ride»                                | Boyer                                     | 3:58     |  |
| 4.       | «Message in the Wind (When I'm Listening)» | Boyer                                     | 4:22     |  |
| 5.       | «Houston»                                  |                                           | 3:06     |  |
| 6.       | «Houston Vamp»                             |                                           | 2:47     |  |

| Bonus tracks (2018 Real Gone Music reissue) |                                                        |          |  |
| N.º                                         | Título                                                 | Duración |  |
| 13.                                         | «Time Will Take Us» (from The Gregg Allman Tour, 1974) | 5:10     |  |
| 14.                                         | «Where Can You Go?» (from The Gregg Allman Tour, 1974) | 7:02     |  |

## Créditos y personal
Créditos adaptados desde las notas de álbum de Boyer & Talton.
Personal técnico
- Johnny Sandlin – productor, ingeniero de audio, mezclas
- Ovie Sparks – ingeniero de audio, mezclas
- Jeanne Sasaki – coordinadora
- Al Clayton – fotografía
- Richard Mantel – director artístico, diseño